# Gran Sinagoga de Roma
La Gran Sinagoga de Roma (del italiano: Tempio Maggiore di Roma) es la sinagoga más grande de Roma. El edificio se terminó en 1904.

## Historia
La comunidad judía de Roma se remonta al segundo siglo a. C., época en la que el Imperio Romano tenía diversas alianzas con la Judea liderada por Judas Macabeo. En ese tiempo, muchos judíos llegaron a Roma provenientes de dicha región. Su número se fue incrementando durante los siglos siguientes, debido a los acuerdos generados por el intercambio comercial en el Mar Mediterráneo. Posteriormente, tras la derrota judía en las guerras judeo-romanas (63-135 d. C.), un significativo número de ellos llegó a Roma en calidad de esclavos. 
La sinagoga actual fue construida poco tiempo después de la extinción de los Estados Pontificios, precipitada en 1870 tras la captura de Roma por las tropas del Reino de Italia. Tras esto, se otorgó ciudadanía e igualdad de derechos a los judíos residentes, lo que llevó a la demolición del entonces ghetto de la ciudad y a los planes de la comunidad judía local para la construcción de una nueva sinagoga.
En la actualidad, la sinagoga sirve no sólo como casa de culto, sino también como centro cultural y organizacional de la Comunità Ebraica di Roma (Comunidad Judía de Roma). A su vez, alberga tanto las oficinas del Rabino Jefe de Roma como el Museo Judío de Roma. Asimismo, se hallan instaladas placas conmemorativas en honor a los judíos romanos que fueron víctimas de la Alemania nazi y del atentado perpetuado por la Organización para la Liberación de Palestina en 1982.
El 13 de abril de 1986, el papa Juan Pablo II hizo una visita a la Gran Sinagoga. Este evento significó la primera visita que un papa hiciera a una sinagoga desde los albores de la Iglesia católica, y fue considerado por muchos como un esfuerzo por mejorar el diálogo entre el judaísmo y la Iglesia. El 17 de enero de 2010, Benedicto XVI realizó la segunda visita pontificia a la sinagoga.
El 17 de enero de 2016, el Papa Francisco realizó la tercera visita de un Obispo de Roma a la gran sinagoga.

## Diseño
Diseñada por Vincenzo Costa y Osvaldo Armanni, la sinagoga se construyó entre 1901 y 1904 en la ribera del río Tíber, mirando hacia el antiguo gueto de Roma. Su estilo arquitectónico es el eclécticismo, el cual la hace destacar, pese a estar emplazada en una ciudad con numerosos monumentos. Su cúpula de aluminio cuadrada es única en Roma, lo que permite su fácil identificación, incluso desde la distancia.